# Romelia Hinojosa Luján
Romelia Hinojosa Luján (Chihuahua) es una educadora e investigadora mexicana.

## Biografía
Romelia se graduó de la Escuela Normal de Chihuahua en 1984, año en el que comenzó a trabajar como profesora de primaria. Posteriormente obtuvo un título de Profesora en Educación Secundaria con especialidad en Matemáticas, asignatura de la que fue docente. Tiene estudios de Licenciatura en Educación Primaria, es Maestra y Doctora en Educación entre otras especialidades.
Ha ejercido como profesora y formadora de maestros. También como investigadora sobre género y educación, procesos de formación, además de ser autora de varias publicaciones.  
Ha sido galardonada como Chihuahuense Destacada por el Congreso del Estado de Chihuahua con el premio "María Esther Orozco Orozco" en el área de Ciencias.